# 三崎町 (愛媛県)

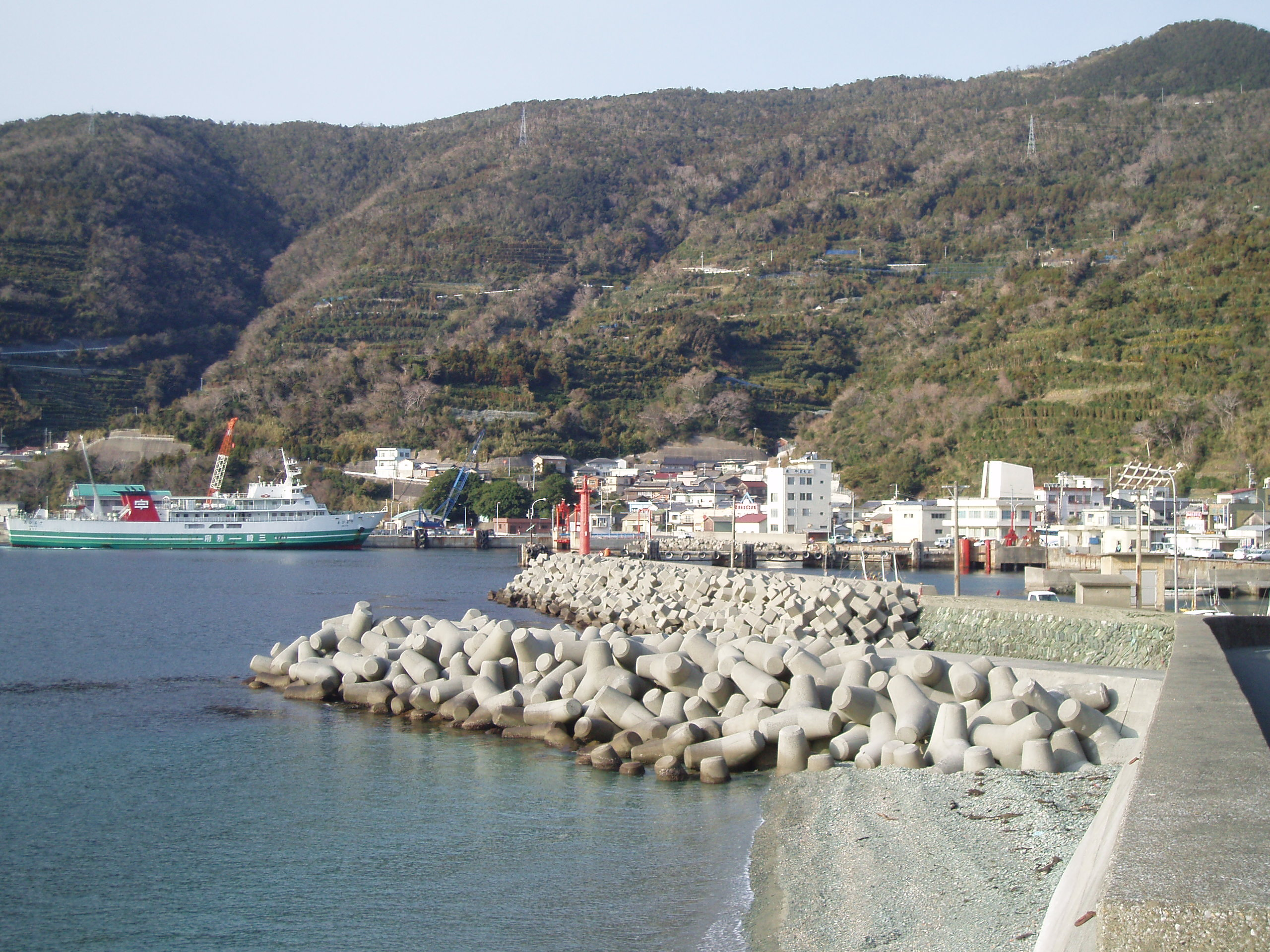
三崎港と三崎町中心部

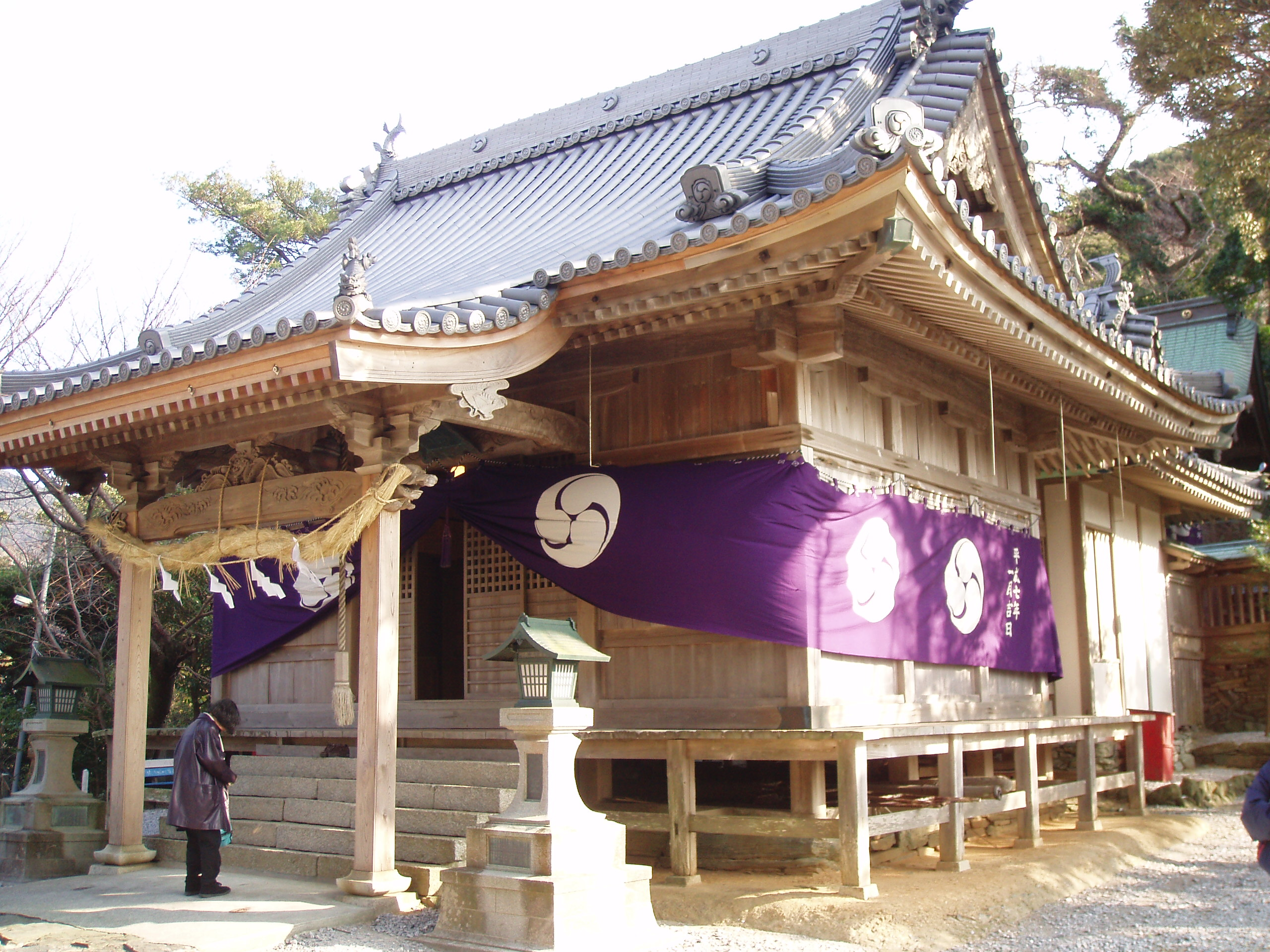
三崎八幡神社

三崎町（みさきちょう）は、愛媛県の南予地方、佐田岬の突端にあった町。
九州の佐賀関（大分県大分市）まで豊予海峡を挟んで約15kmである。2005年4月1日、西宇和郡伊方町、瀬戸町と合併（新設合併）し、新たに伊方町の一部となった。

## 地理
佐田岬突端の町であり、豊予海峡をはさんで九州と正対している。地すべりの発生しやすい地質である。
最大の集落は町役場のある三崎であり、ここに行政施設や中学校、高等学校、スーパーマーケット、金融機関店舗などが集まっている。このほか、二名津、串等に集落がある。
- 佐田岬半島
- 豊予海峡

## 歴史

### 沿革
- 1889年12月15日 - 町村制施行に伴い、西宇和郡三崎浦・与侈浦・串浦・正野浦・高浦・佐田浦・大佐田浦・井野浦が合併し、三崎村が成立する。西宇和郡明神浦・松浦・名取浦・釜木浦・平磯浦・二名津浦が合併し、神松名村が成立する。
- 1955年3月31日 - 三崎村・神松名村が合併、同時に町制を施行し三崎町となる。
- 2005年4月1日 - 伊方町・瀬戸町と合併し、伊方町となる。

### 世界初のフィラリア根絶成功地域
伊方町役場三崎支所近くの駐車場の一画、「当地に流行したフィラリア病を昭和33年より東京大学、愛媛県、三崎町などの協力によって集団検血とスパトニン投薬を行い世界で初めて地域駆除に成功」と、世界初のフィラリア地域駆除成功を記念した石碑が建てられている。

## 行政
- 町長
杉山陽三郎 - 2003年5月
宮本征士（2003年5月 - 最後）

## 交通

### 鉄道路線
三崎町内には、鉄道路線は存在しない。

### 道路

#### 高速道路
三崎町内には、高速道路は存在しない。

#### 一般国道
- 国道197号　通称、頂上線、メロディーライン
以前は、国道とはいえ半島の南側の断崖の上を縫うように走る悪路であったが、岬の稜線にほぼ沿って走る道路が整備された。そのおかげで、所要時間短縮など三崎港の利用価値も高まり、八幡浜港と競争できる環境が整った。また、観光振興にも大いにプラスとなっている。

#### 県道
- 主要地方道
町内には、主要地方道は存在しない。
- 一般県道
  - 愛媛県道255号鳥井喜木津線
  - 愛媛県道256号佐田岬三崎線

### 航路
- 国道九四フェリー（三崎港 - 佐賀関港）
三崎港は四国の最西端の港湾であり、九州と結ぶカーフェリーが就航している。貨物トラックの利用も多い。

### バス交通
三崎港から、伊予鉄グループの伊予鉄バスと伊予鉄南予バスにより、八幡浜や松山方面へのバスが運行されている。ただし、三崎以外の集落にはバスの便がないため、町がバス（マイクロバス）を走らせている。このほか、三崎から岬までは町内のタクシー会社がジャンボタクシー車両により乗合タクシーを運行している。これに乗れば、佐田岬突端・灯台近くまで行くことができる。

## 文化

### 祭り
- 秋祭
四つ太鼓と牛鬼が登場する南予地域でも独特の祭りである。
- 豊漁祭
串地区で行われる豊漁祭の花火大会は、時間や玉数は少ないものの、打ち上げ場所が港の防波堤で見る場所から数百メートルしか離れておらず、打ち上げられた時の体に響く音と眩しい光、特に柳系の花火では柳が地上に降り掛かってくることがあり、都会の花火大会よりかなりの迫力が有る。
- もうなの人形回し（三崎町松）
8月15日に行われる、精霊送りと先祖の供養を兼ねた行事。女性をかたどった人形を回して念仏を唱える。その『もうな』と呼ばれる人形には、子供のいない既婚女性の着物を着せる。江戸時代に始まったとされるが、その由来や人形を回す際の「もうな もうな もみどぶ」という独特の念仏の意味は不明。住民の一団は太鼓と鉦（かね）を鳴らしながら松地区の集会所を出発し、近くの天満神社と聚楽庵に移動する。男性数人が人形を先端に取り付けた5メートルほどの竹の棒を大きく振り回し、念仏を合唱。その年新盆を迎えた家族らが周囲をめぐり、冥福を祈る。

## 教育

### 高等学校
- 愛媛県立三崎高等学校

### 中学校
- 三崎町立三崎中学校（現伊方町立三崎中学校）
- 三崎町立二名津中学校（現伊方町立三崎中学校）
- 三崎町立串中学校（現伊方町立三崎中学校）

### 小学校
- 三崎町立三崎小学校（現伊方町立三崎小学校）
- 三崎町立二名津小学校（現伊方町立三崎小学校）
- 三崎町立串小学校（現伊方町立三崎小学校）
- 三崎町立正野小学校（現伊方町立三崎小学校）
- 三崎町立名取小学校（現伊方町立三崎小学校）

## 産業
半農半漁の町である。製造業にはこれといったものはない。
- 農業
傾斜地を活かしてかんきつ類の栽培が主体である。明治初期にナツミカンが導入され、一時は全国有数の産地として知られた。やがて甘夏柑やサンフルーツ、さらに清見タンゴール、伊予柑などの晩柑類へと品目は移行している。
- 漁業（鯖で有名）
周辺は潮流渦巻く好漁場であり、一本釣りのアジ、サバのほか、イセエビ、アワビ、サザエ、ウニなどの高級食材の生産地としてしられる。岬近くに蓄養場も有している。このように経営基盤も確立していることもあって、三崎漁業協同組合は、八幡浜西宇和地域の漁業組合の広域合併に加わらなかった。
三崎港の目前の海域、豊予海峡はアジ、サバの好漁場として知られ、佐賀関方面への漁港に揚がったものは、関アジ、関サバとして名高く、高値で取引されているが、愛媛県側に水揚げされたものも隣接した漁場で獲れたものであり、商品としては遜色ないと、地元漁業者では見ている。そこで、三崎漁協では「岬アジ」（はなあじ）、「岬サバ」と呼んで、ブランド化を図っている。全国的にはまだまだであるが、松山市あたりの料理店では既に定着している。三崎漁協では、三崎港から佐田岬灯台へと向かう途中に、直営の飲食店を営業しているほか松山市内でも飲食店を営業している。
- 観光
民宿が数軒あり、海の幸を売り物にしている。
- 風力発電 - みさき風の丘パーク

## 名所・旧跡・観光

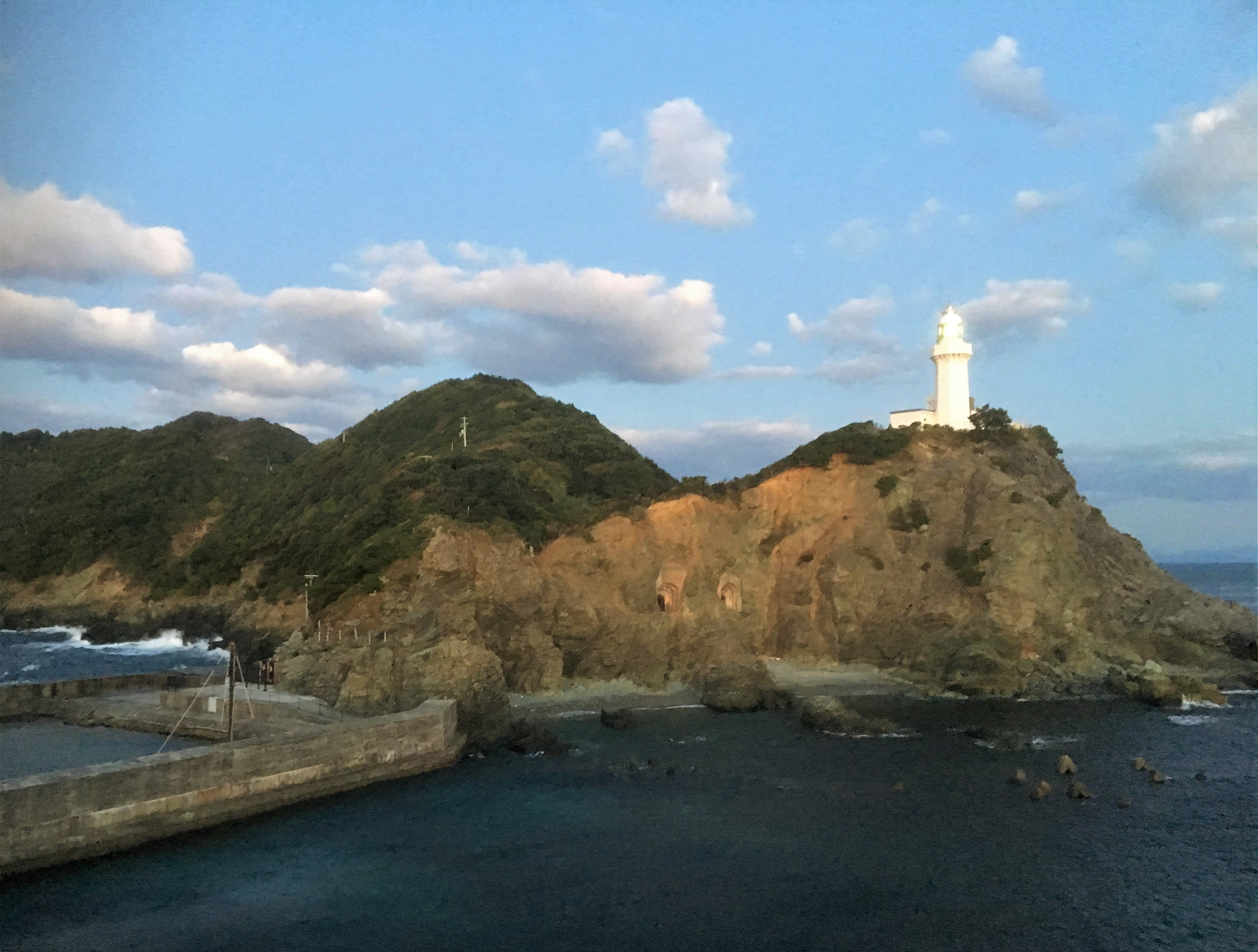
佐田岬灯台と佐田岬砲台第3砲台（中央）

- 佐田岬灯台
- 芸予要塞佐田岬砲台
- 旧正野谷桟橋(登録有形文化財)
- あこう樹
- 特産物
海産物 - 岬アジ、岬サバ、イセエビ、ウニ、フグ、アワビ、サザエ
同加工品 - ウニの瓶詰め、骨せんべい　など
農産物 - 清見タンゴール、伊予柑

## 出身有名人
- 宇都宮誠集 - 三崎村郵便局の局長を務めたのち、1890年（明治23年）に山口県萩市より100本のナツミカンの苗木を取り寄せ自分の農地に植え、佐多岬の段々畑に柑橘栽培を広めたことから「柑橘の父」と呼ばれている[2][3]。
- 宮本専一郎 - 愛媛県議会議員[4]。
- サスケ - 双子のフォークデュオ。

## その他
大分県までの距離が近いため天気のいい日には、三崎港から佐賀関のパンパシフィック・カッパー佐賀関製錬所の煙突が見える。正野地区の県道255号線から一本松に向かう道からも、天気のいい日には佐賀関製錬所の煙突はもちろんのこと、大分市の新日本製鐵大分製鐵所・ 九州電力新大分発電所などのガスタンク・煙突が見える。また、日が暮れて夜になると煙突に設置されている航空障害灯の明滅やフラッシュがよく見える。また、別府市や大分空港の明かりが見えるときもある。